# ATP Finals 2017
ATP Finals 2017, známý také jako Turnaj mistrů 2017 či se jménem sponzora Nitto ATP Finals 2017, představoval závěrečný tenisový turnaj mužské profesionální sezóny 2017 pro osm nejvýše postavených mužů ve dvouhře a osm nejlepších párů ve čtyřhře na žebříčku ATP (Emirates ATP Rankings) v pondělním vydání po skončení posledního turnaje okruhu ATP World Tour před Turnajem mistrů, tj. Paris Masters, pokud se podle pravidel účastníci nekvalifikovali jiným způsobem.
Turnaj se odehrával ve dnech 12. až 19. listopadu 2017, podeváté v britském hlavním městě Londýnu. Dějištěm konání byla multifunkční O2 Arena, s instalovaným dvorcem s tvrdým povrchem. Celková dotace i prize money činily 8 000 000 amerických dolarů, což znamenalo meziroční nárůst půl miliónu dolarů. Hlavním sponzorem se premiérově stala japonská společnost Nitto Denko, když v této roli nahradila firmu  Barclays.
Obhájcem titulu ve dvouhře byl britský hráč Andy Murray, který se turnaje neúčastnil pro zranění kyčle. Ve čtyřhře trofej obhajoval finsko-australský pár Henri Kontinen a John Peers.
Dvouhru ovládl 26letý Bulhar Grigor Dimitrov, jenž se stal prvním vítězným debutantem turnaje od Španěla Àlexe Corretji a roku 1998, celkově pak šestým takovým. Bodový zisk jej poprvé v kariéře posunul do elitní světové pětky na 3. místo. Deblový triumf po roce opět vyhráli Henri Kontinen s Johnem Peersem a stali se prvními obhájci ve čtyřhře od bratrů Boba a Mikea Bryanových, kteří podruhé v řadě triumfovali v roce 2004.

## Turnaj

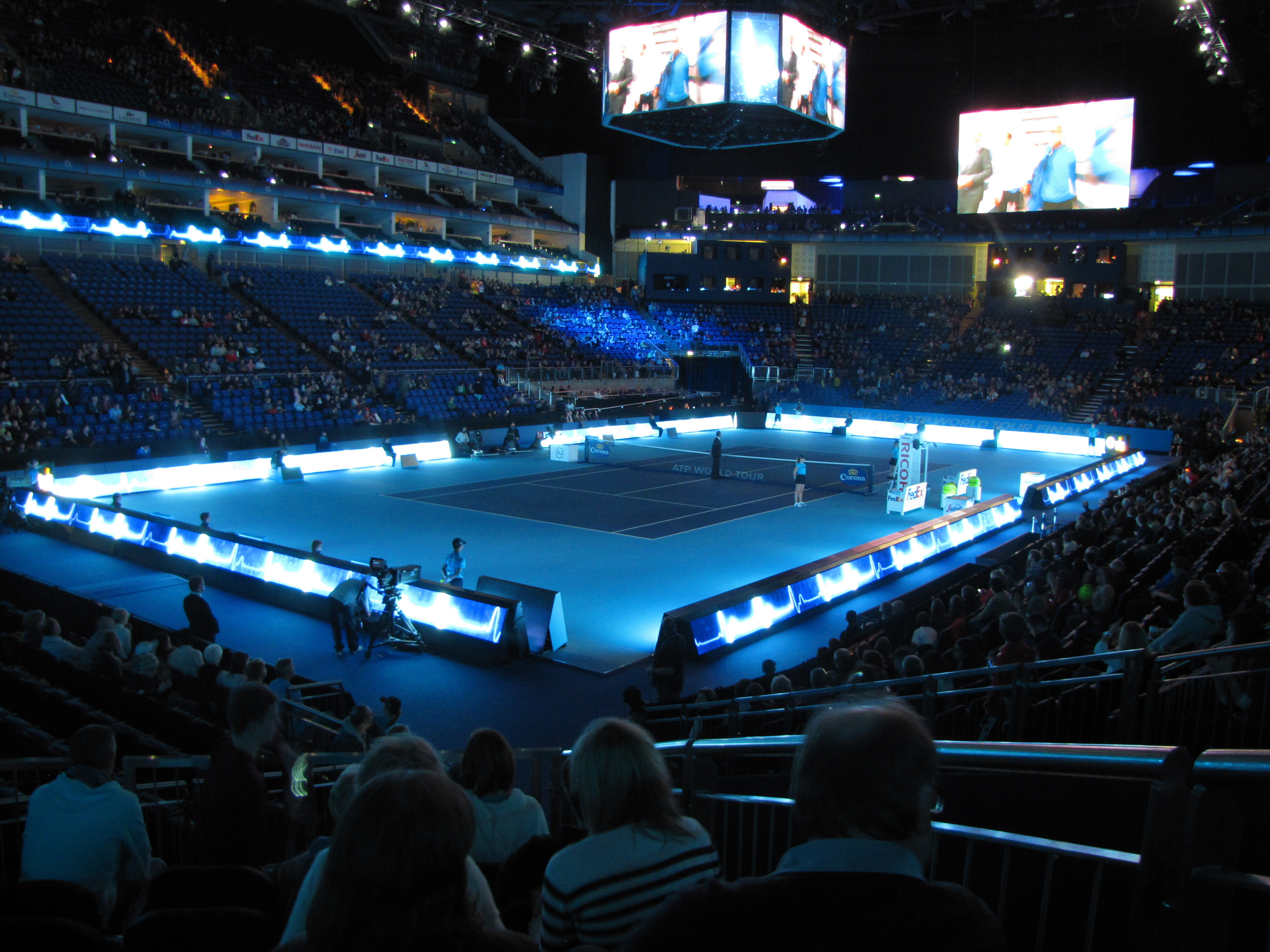
Tenisový dvorec v O_{2} aréně

Londýnská O2 Arena hostila mezi 12. až 19. listopadem 2017 čtyřicátý osmý ročník turnaje mistrů ve dvouhře a čtyřicátý třetí ve čtyřhře. Událost organizovala Asociace tenisových profesionálů (ATP) jako součást okruhu ATP World Tour 2017. Jednalo se o závěrečný turnaj sezóny v kategorii ATP World Tour Finals. V roce 2017 byla také založena závěrečná událost pro nejlepší hráče do 21 let, milánský turnaj Next Generation ATP Finals.

### Formát
Soutěže dvouhry se účastnilo osm tenistů, z nichž každý odehrál tři vzájemné zápasy v jedné ze dvou čtyřčlenných základních skupin. První dva tenisté z každé skupiny postoupili do semifinále, které je hráno vyřazovacím systémem pavouka. První ze skupin se utkali s druhými z opačných skupin. Vítězové semifinále se pak střetli ve finálovém duelu.
Soutěž čtyřhry kopírovala formát dvouhry.
Všechny zápasy dvouhry byly hrány na dva vítězné sety. Ve všech se uplatnil tiebreak, a to včetně finále. Každé utkání čtyřhry se konalo na dva vítězné sety. Za vyrovnaného stavu 1:1 na sety o vítězi rozhodla supertiebreak. Jednotlivé gamy čtyřhry neobsahovaly „výhodu“, ale po shodě vždy následoval přímý vítězný míč gamu.

### Názvy skupin
ATP potřetí pojmenovala skupiny, v minulosti označované A a B, po předchozích vítězích turnaje. Ve dvouhrách se jednalo o Američana Peta Samprase (tituly 1991, 1994, 1996–1997, 1999) a Němce Borise Beckera (tituly 1988, 1992, 1995). Ve čtyřhře propůjčili skupinám jména členové párů Woodbridge a Woodforde (tituly 1992, 1996) a také Eltingh a Haarhuis (tituly 1993, 1998).

## Body a finanční odměny
| Fáze | dvouhra          | čtyřhra        | body     |
| --- | ---------------- | -------------- | -------- |
| neporažení vítězové | 2 549 000 $      | 486 000 $      | 1 500    |
| vítězové finále | ZS + 1 200 000 $ | ZS + 188 000 $ | ZS + 500 |
| vítězové semifinále | ZS + 585 000 $   | ZS + 96 000 $  | ZS + 400 |
| za výhru v základní skupině | 191 000 $        | 36 000 $       | 200      |
| startovné | 191 000 $        | 94 000 $       | —        |
| náhradníci | 105 000 $        | 36 000 $       | —        |
| Poznámky |                  |                |          |
| - částky uváděny v amerických dolarech ($) - celkový rozpočet 8 000 000 dolarů - ZS – celkové finanční odměny či body získané v základní skupině - finanční odměny ve čtyřhře uváděny na celý pár |                  |                |          |

## Dvouhra

### Kvalifikovaní hráči
| Žebříček ATP Race To London                                                                                             | Žebříček ATP Race To London | Žebříček ATP Race To London | Žebříček ATP Race To London | Žebříček ATP Race To London                |
| Pořadí | hráč                        | body                        | turnajů                     | kvalifikován                               |
| --- | --------------------------- | --------------------------- | --------------------------- | ------------------------------------------ |
| 1. | Rafael Nadal (ESP)          | 10 465                      | 16                          | 12. června 2017                            |
| 2. | Roger Federer (SUI)         | 9 005                       | 11                          | 17. července 2017                          |
| 3. | Alexander Zverev (GER)      | 4 400                       | 24                          | 6. října 2017                              |
| 4. | Dominic Thiem (AUT)         | 3 815                       | 26                          | 12. října 2017                             |
| 5. | Marin Čilić (CRO)           | 3 805                       | 21                          | 25. října 2017                             |
| 6. | Grigor Dimitrov (BUL)       | 3 650                       | 22                          | 25. října 2017                             |
| 7. | Stan Wawrinka (SUI)         | 3 150                       | 14                          | ukončení sezóny                            |
| 8. | David Goffin (BEL)          | 2 975                       | 25                          | 2. listopadu 2017                          |
| 9. | Jack Sock (USA)             | 2 765                       | 21                          | 5. listopadu 2017                          |
| 10. | Pablo Carreño Busta (ESP)   | 2 615                       | 24                          |                                            |
| 11. | Juan Martín del Potro (ARG) | 2 595                       | 19                          | ukončení sezóny, odmítnutí role náhradníka |
| 12. | Novak Djoković (SRB)        | 2 585                       | 15                          | ukončení sezóny, odmítnutí role náhradníka |
| 13. | Sam Querrey (USA)           | 2 535                       | 23                          |                                            |
| 14. | Kevin Anderson (JAR)        | 2470                        | 22                          | nekvalifikován                             |
| 15. | Jo-Wilfried Tsonga (FRA)    | 2 320                       | 20                          | nekvalifikován                             |
| 16. | Andy Murray (GBR)           | 2 290                       | 14                          | nekvalifikován, dlouhodobé zranění         |
| skupina Peta Samprase skupina Borise Beckera náhradník kvalifikován, odhlášen odhlášen jako náhradník či nekvalifikován |                             |                             |                             |                                            |

### Výsledky a body
Tabulka uvádí započítané sezónní výsledky a odpovídající bodový zisk kvalifikovaných hráčů a náhradníků Turnaje mistrů. 
| žebříček                                                 | tenista               | Grand Slam | Grand Slam | Grand Slam | Grand Slam | ATP World Tour Masters 1000 | ATP World Tour Masters 1000 | ATP World Tour Masters 1000 | ATP World Tour Masters 1000 | ATP World Tour Masters 1000 | ATP World Tour Masters 1000 | ATP World Tour Masters 1000 | ATP World Tour Masters 1000 | Nejlépe na dalších turnajích | Nejlépe na dalších turnajích | Nejlépe na dalších turnajích | Nejlépe na dalších turnajích | Nejlépe na dalších turnajích | Nejlépe na dalších turnajích | body   | turnajů |
| -------------------------------------------------------- | --------------------- | ---------- | ---------- | ---------- | ---------- | --------------------------- | --------------------------- | --------------------------- | --------------------------- | --------------------------- | --------------------------- | --------------------------- | --------------------------- | ---------------------------- | ---------------------------- | ---------------------------- | ---------------------------- | ---------------------------- | ---------------------------- | ------ | ------- |
| žebříček                                                 | tenista               | AO         | FO         | WIM        | USO        | IW                          | MI                          | MA                          | RO                          | CA                          | CI                          | ŠH                          | PA                          | 1.                           | 2.                           | 3.                           | 4.                           | 5.                           | 6.                           | body   | turnajů |
| 1.                                                       | Rafael Nadal          | F 1200     | Titul 2000 | R16 180    | Titul 2000 | R16 90                      | F 600                       | Titul 1000                  | QF 180                      | R16 90                      | QF 180                      | F 600                       | QF 180                      | Titul 1000                   | Titul 500                    | Titul 500                    | F 300                        | QF 45                        |                              | 10 645 | 17      |
| 2.                                                       | Roger Federer         | Titul 2000 | A 0        | Titul 2000 | QF 360     | Titul 1000                  | Titul 1000                  | A 0                         | A 0                         | F 600                       | A 0                         | Titul 1000                  | A 0                         | Titul 500                    | Titul 500                    | R16 45                       | R16 0                        |                              |                              | 9 005  | 11      |
| 3.                                                       | Alexander Zverev      | R32 90     | R128 10    | R16 180    | R64 45     | R32 45                      | QF 180                      | QF 180                      | Titul 1000                  | Titul 1000                  | R32 10                      | R16 90                      | R32 10                      | Titul 500                    | F 300                        | Titul 250                    | Titul 250                    | SF 180                       | R16 90                       | 4 410  | 24      |
| 4.                                                       | Dominic Thiem         | R16 180    | SF 720     | R16 180    | R16 180    | QF 180                      | R64 10                      | F 600                       | SF 360                      | R32 10                      | QF 180                      | R32 10                      | R16 90                      | Titul 500                    | F 300                        | R16 90                       | QF 90                        | QF 90                        | QF 45                        | 3 815  | 26      |
| 5.                                                       | Marin Čilić           | R64 45     | QF 360     | F 1200     | R32 90     | R64 10                      | R64 10                      | R32 10                      | QF 180                      | SF 90                       | A 0                         | SF 360                      | QF 180                      | F 300                        | Titul 250                    | QF 180                       | SF 180                       | SF 180                       | SF 180                       | 3 805  | 20      |
| 6.                                                       | Grigor Dimitrov       | SF 720     | R32 90     | R16 180    | R64 45     | R32 45                      | R64 10                      | R16 90                      | R64 10                      | R16 90                      | Titul 1000                  | QF 180                      | R16 90                      | Titul 250                    | Titul 250                    | SF 180                       | SF 180                       | F 150                        | QF 90                        | 3 650  | 22      |
| 7.                                                       | Stan Wawrinka         | SF 720     | F 1200     | R128 10    | A 0        | F 600                       | R16 90                      | R32 10                      | R16 90                      | A 0                         | A 0                         | A 0                         | A 0                         | Titul 250                    | R16 90                       | SF 90                        | R32 0                        | R32 0                        |                              | 3 150  | 12      |
| 8.                                                       | David Goffin          | QF 360     | R32 90     | A 0        | R16 180    | R16 90                      | R16 90                      | QF 180                      | R16 90                      | R32 45                      | R64 10                      | R32 10                      | R16 90                      | W 500                        | SF 360                       | F 300                        | Titul 250                    | SF 180                       | F 150                        | 2 975  | 24      |
| 9.                                                       | Jack Sock             | R32 90     | R128 10    | R64 45     | R128 10    | SF 360                      | QF 180                      | R64 10                      | R16 90                      | R32 45                      | R64 10                      | R64 10                      | Titul 1000                  | Titul 250                    | Titul 250                    | SF 180                       | QF 90                        | SF 90                        | QF 45                        | 2 765  | 21      |
| Náhradníci                                               |                       |            |            |            |            |                             |                             |                             |                             |                             |                             |                             |                             |                              |                              |                              |                              |                              |                              |        |         |
| 10.                                                      | Pablo Carreño Busta   | R32 90     | QF 360     | A 0        | SF 720     | SF 360                      | R64 10                      | R64 10                      | R32 45                      | R32 45                      | R16 90                      | R32 10                      | R32 10                      | F 300                        | Titul 250                    | R16 90                       | SF 90                        | SF 90                        | R16 45                       | 2 615  | 24      |
| 11.                                                      | Juan Martín del Potro | A 0        | R32 90     | R64 45     | SF 720     | R32 45                      | R32 45                      | R16 20                      | QF 180                      | R32 45                      | R16 90                      | SF 360                      | QF 180                      | F 300                        | Titul 250                    | SF 90                        | R16 45                       | R16 45                       | R16 45                       | 2 595  | 19      |
| 12.                                                      | Novak Djoković        | R64 45     | QF 360     | QF 360     | A 0        | R16 90                      | A 0                         | SF 360                      | F 600                       | A 0                         | A 0                         | A 0                         | A 0                         | Titul 250                    | Titul 250                    | QF 180                       | QF 90                        |                              |                              | 2 585  | 10      |
| 13.                                                      | Sam Querrey           | R32 90     | R128 10    | SF 720     | QF 360     | R64 10                      | R32 45                      | A 0                         | R16 90                      | R16 90                      | R32 45                      | R16 90                      | R32 10                      | Titul 500                    | Titul 250                    | QF 90                        | QF 45                        | QF 45                        | QF 45                        | 2 535  | 22      |
| kvalifikován, odhlášen odhlášen jako náhradník náhradník |                       |            |            |            |            |                             |                             |                             |                             |                             |                             |                             |                             |                              |                              |                              |                              |                              |                              |        |         |
| Zdroj: Emirates ATP Rankings Race To London              |                       |            |            |            |            |                             |                             |                             |                             |                             |                             |                             |                             |                              |                              |                              |                              |                              |                              |        |         |

| Legenda | Legenda                  | Legenda | Legenda             |
| ------- | ------------------------ | ------- | ------------------- |
| A       | neúčast hráče na turnaji | R64     | 64 hráčů v kole     |
| QF      | prohra ve čtvrtfinále    | R32     | 32 hráčů v kole     |
| SF      | prohra v semifinále      | R16     | 16 hráčů v kole     |
| F       | prohra ve finále         | Titul   | vítězství v turnaji |

### Předešlý poměr všech vzájemných zápasů
Tabulka uvádí poměr vzájemných zápasů hráčů před Turnajem mistrů.

#### Všechny odehrané zápasy
|    |                        | Nadal | Federer | Zverev | Thiem | Čilić | Dimitrov | Goffin | Sock | Celkem | Poměry |
| 1. | Rafael Nadal (ESP)     |       | 23–15   | 3–0    | 5–2   | 5–1   | 10–1     | 2–0    | 4–0  | 52–19  | 67–10  |
| 2. | Roger Federer (SUI)    | 15–23 |         | 2–2    | 1–2   | 7–1   | 6–0      | 6–0    | 3–0  | 40–28  | 49–4   |
| 3. | Alexander Zverev (GER) | 0–3   | 2–2     |        | 1–4   | 3–1   | 2–1      | 1–0    | 1–1  | 10–12  | 54–20  |
| 4. | Dominic Thiem (AUT)    | 2–5   | 2–1     | 4–1    |       | 1–0   | 2–1      | 3–6    | 2–1  | 16–15  | 48–25  |
| 5. | Marin Čilić (CRO)      | 1–5   | 1–7     | 1–3    | 0–1   |       | 3–1      | 2–3    | 0–2  | 8–22   | 44–19  |
| 6. | Grigor Dimitrov (BUL)  | 1–10  | 0–6     | 1–2    | 1–2   | 1–3   |          | 3–1    | 1–3  | 8–27   | 44–19  |
| 7. | David Goffin (BEL)     | 0–2   | 0–6     | 0–1    | 6–3   | 3–2   | 1–3      |        | 3–0  | 13–17  | 54–22  |
| 8. | Jack Sock (USA)        | 0–4   | 0–3     | 1–1    | 1–2   | 2–0   | 3–1      | 0–3    |      | 7–14   | 36–19  |

#### Zápasy odehrané na tvrdém povrchu v hale
|    |                        | Nadal | Federer | Zverev | Thiem | Čilić | Dimitrov | Goffin | Sock | Celkem | Poměr |
| 1. | Rafael Nadal (ESP)     |       | 1–5     | 0–0    | 0–0   | 1–0   | 2–0      | 0–0    | 0–0  | 4–5    | 2–0   |
| 2. | Roger Federer (SUI)    | 5–1   |         | 0–0    | 0–0   | 1–0   | 2–0      | 3–0    | 1–0  | 12–1   | 5–0   |
| 3. | Alexander Zverev (GER) | 0–0   | 0–0     |        | 0–1   | 1–0   | 0–1      | 0–0    | 0–1  | 1–3    | 7–5   |
| 4. | Dominic Thiem (AUT)    | 0–0   | 0–0     | 1–0    |       | 0–0   | 0–0      | 1–1    | 0–1  | 2–2    | 4–4   |
| 5. | Marin Čilić (CRO)      | 0–1   | 0–1     | 0–1    | 0–0   |       | 0–1      | 1–0    | 0–0  | 1–4    | 7–4   |
| 6. | Grigor Dimitrov (BUL)  | 0–2   | 0–2     | 1–0    | 0–0   | 1–0   |          | 1–1    | 1–0  | 4–5    | 10–3  |
| 7. | David Goffin (BEL)     | 0–0   | 0–3     | 0–0    | 1–1   | 0–1   | 1–1      |        | 1–0  | 3–6    | 17–6  |
| 8. | Jack Sock (USA)        | 0–0   | 0–1     | 1–0    | 1–0   | 0–0   | 0–1      | 0–1    |      | 2–3    | 9–2   |

## Čtyřhra

### Kvalifikované páry
| ATP Race To London                                                     | ATP Race To London                              | ATP Race To London | ATP Race To London | ATP Race To London |
| Pořadí                                                                 | pár                                             | body               | tours              | kvalifikován       |
| ---------------------------------------------------------------------- | ----------------------------------------------- | ------------------ | ------------------ | ------------------ |
| 1.                                                                     | Łukasz Kubot (POL) Marcelo Melo (BRA)           | 8 600              | 23                 | 16. července 2017  |
| 2.                                                                     | Henri Kontinen (FIN) John Peers (AUS)           | 7 330              | 21                 | 5. září 2017       |
| 3.                                                                     | Jean-Julien Rojer (NED) Horia Tecău (ROU)       | 5 295              | 27                 | 12. října 2017     |
| 4.                                                                     | Jamie Murray (GBR) Bruno Soares (BRA)           | 5 180              | 24                 | 13. října 2017     |
| 5.                                                                     | Bob Bryan (USA) Mike Bryan (USA)                | 4 625              | 21                 | 13. října 2017     |
| 6.                                                                     | Pierre-Hugues Herbert (FRA) Nicolas Mahut (FRA) | 4 395              | 16                 | 20. října 2017     |
| 7.                                                                     | Ivan Dodig (CRO) Marcel Granollers (ESP)        | 4 090              | 18                 | 1. listopadu 2017  |
| 8.                                                                     | Ryan Harrison (USA) Michael Venus (NZL)         | 3 150              | 16                 | 13. října 2017     |
| 9.                                                                     | Oliver Marach (AUT) Mate Pavić (CRO)            | 3 100              | 18                 |                    |
| 10.                                                                    | Raven Klaasen (JAR) Rajeev Ram (USA)            | 3 020              | 23                 |                    |
| skupina Woodbridge a Woodforda skupina Eltingha a Haarhuise náhradníci |                                                 |                    |                    |                    |

### Výsledky a body
Tabulka uvádí započítané sezónní výsledky a odpovídající bodový zisk kvalifikovaných párů na Turnaji mistrů.
| žebříček                                    | dvojice                             | Nejlepší bodový zisk z turnajů | Nejlepší bodový zisk z turnajů | Nejlepší bodový zisk z turnajů | Nejlepší bodový zisk z turnajů | Nejlepší bodový zisk z turnajů | Nejlepší bodový zisk z turnajů | Nejlepší bodový zisk z turnajů | Nejlepší bodový zisk z turnajů | Nejlepší bodový zisk z turnajů | Nejlepší bodový zisk z turnajů | Nejlepší bodový zisk z turnajů | Nejlepší bodový zisk z turnajů | Nejlepší bodový zisk z turnajů | Nejlepší bodový zisk z turnajů | Nejlepší bodový zisk z turnajů | Nejlepší bodový zisk z turnajů | Nejlepší bodový zisk z turnajů | Nejlepší bodový zisk z turnajů | body  | turnajů |
| žebříček                                    | dvojice                             | 1.                             | 2.                             | 3.                             | 4.                             | 5.                             | 6.                             | 7.                             | 8.                             | 9.                             | 10.                            | 11.                            | 12.                            | 13.                            | 14.                            | 15.                            | 16.                            | 17.                            | 18.                            | body  | turnajů |
| ------------------------------------------- | ----------------------------------- | ------------------------------ | ------------------------------ | ------------------------------ | ------------------------------ | ------------------------------ | ------------------------------ | ------------------------------ | ------------------------------ | ------------------------------ | ------------------------------ | ------------------------------ | ------------------------------ | ------------------------------ | ------------------------------ | ------------------------------ | ------------------------------ | ------------------------------ | ------------------------------ | ----- | ------- |
| 1.                                          | Łukasz Kubot Marcelo Melo           | Titul 2000                     | Titul 1000                     | Titul 1000                     | Titul 1000                     | F 600                          | F 600                          | Titul 500                      | SF 360                         | F 300                          | Titul 250                      | R16 180                        | QF 180                         | QF 180                         | R32 90                         | R32 90                         | QF 90                          | QF 90                          | QF 90                          | 8 600 | 22      |
| 2.                                          | Henri Kontinen John Peers           | Titul 2000                     | Titul 1000                     | SF 720                         | SF 720                         | Titul 500                      | Titul 500                      | SF 360                         | QF 180                         | QF 180                         | QF 180                         | QF 180                         | QF 180                         | QF 180                         | SF 180                         | R16 90                         | QF 90                          | QF 90                          | R64 0                          | 7 330 | 20      |
| 3.                                          | Jean-Julien Rojer Horia Tecău       | Titul 2000                     | Titul 500                      | SF 360                         | SF 360                         | Titul 250                      | Titul 250                      | R16 180                        | R16 180                        | QF 180                         | QF 180                         | SF 180                         | SF 180                         | R16 90                         | R16 90                         | QF 90                          | QF 90                          | QF 90                          | QF 45                          | 5 295 | 26      |
| 4.                                          | Jamie Murray Bruno Soares           | F 600                          | Titul 500                      | Titul 500                      | QF 360                         | QF 360                         | SF 360                         | SF 360                         | SF 360                         | F 300                          | Titul 250                      | QF 180                         | QF 180                         | QF 180                         | SF 180                         | SF 180                         | F 150                          | R32 90                         | QF 90                          | 5 180 | 23      |
| 5.                                          | Bob Bryan Mike Bryan                | F 1200                         | SF 720                         | SF 360                         | SF 360                         | Titul 250                      | Titul 250                      | QF 180                         | QF 180                         | QF 180                         | QF 180                         | SF 180                         | R32 90                         | R32 90                         | QF 90                          | QF 90                          | SF 90                          | SF 90                          | QF 45                          | 4 625 | 21      |
| 6.                                          | Pierre-Hugues Herbert Nicolas Mahut | Titul 1000                     | Titul 1000                     | Titul 1000                     | QF 360                         | SF 360                         | QF 180                         | SF 180                         | R32 90                         | R16 90                         | R16 90                         | QF 45                          | R64 0                          | R64 0                          | R16 0                          | R16 0                          |                                |                                |                                | 4 395 | 15      |
| 7.                                          | Ivan Dodig Marcel Granollers        | F 600                          | F 600                          | Titul 500                      | Titul 500                      | QF 360                         | QF 360                         | R16 180                        | R16 180                        | QF 180                         | QF 180                         | QF 180                         | QF 180                         | SF 90                          | R32 0                          | R16 0                          | R16 0                          | R16 0                          |                                | 4 090 | 17      |
| 8.                                          | Ryan Harrison Michael Venus         | Titul 2000                     | QF 360                         | SF 360                         | Titul 250                      | R16 90                         | QF 90                          | R64 0                          | R32 0                          | R16 0                          | R16 0                          | R16 0                          | R16 0                          | R16 0                          | R16 0                          | R16 0                          |                                |                                |                                | 3 150 | 15      |
| Náhradníci                                  |                                     |                                |                                |                                |                                |                                |                                |                                |                                |                                |                                |                                |                                |                                |                                |                                |                                |                                |                                |       |         |
| 9.                                          | Oliver Marach Mate Pavić            | F 1200                         | SF 360                         | Titul 250                      | R16 180                        | QF 180                         | SF 180                         | F 150                          | F 150                          | R32 90                         | R16 90                         | R16 90                         | SF 90                          | QF 45                          | QF 45                          | R32 0                          | R16 0                          | R16 0                          | R16 0                          | 3 100 | 18      |
| 10                                          | Raven Klaasen Rajeev Ram            | Titul 1000                     | SF 360                         | Titul 250                      | R16 180                        | QF 180                         | QF 180                         | SF 180                         | F 150                          | R32 90                         | R32 90                         | QF 90                          | QF 90                          | SF 90                          | QF 45                          | QF 45                          | R32 0                          | R32 0                          | R32 0                          | 3 020 | 22      |
| Zdroj: Emirates ATP Rankings Race To London |                                     |                                |                                |                                |                                |                                |                                |                                |                                |                                |                                |                                |                                |                                |                                |                                |                                |                                |                                |       |         |

| Legenda | Legenda                  | Legenda | Legenda             |
| ------- | ------------------------ | ------- | ------------------- |
| A       | neúčast hráče na turnaji | R64     | 64 hráčů v kole     |
| QF      | prohra ve čtvrtfinále    | R32     | 32 hráčů v kole     |
| SF      | prohra v semifinále      | R16     | 16 hráčů v kole     |
| F       | prohra ve finále         | Titul   | vítězství v turnaji |

### Předešlý poměr všech vzájemných zápasů
Tabulka uvádí poměr vzájemných zápasů párů před Turnajem mistrů.

#### Všechny odehrané zápasy
|    |                                                   | Kubot Melo | Kontinen Peers | Rojer Tecău | Murray Soares | Bryan | Herbert Mahut | Dodig Granollers | Harrison Venus | Celkem |  |
| 1. | Łukasz Kubot (POL) / Marcelo Melo (BRA)           |            | 1–3            | 4–0         | 3–1           | 2–0   | 0–0           | 2–1              | 0–1            | 12–6   |  |
| 2. | Henri Kontinen (FIN) / John Peers (AUS)           | 3–1        |                | 2–2         | 4–1           | 3–0   | 2–1           | 1–2              | 1–1            | 16–8   |  |
| 3. | Jean-Julien Rojer (NED) / Horia Tecău (ROU)       | 0–4        | 2–2            |             | 2–2           | 3–4   | 2–1           | 1–2              | 0–0            | 10–15  |  |
| 4. | Jamie Murray (GBR) / Bruno Soares (BRA)           | 1–3        | 1–4            | 2–2         |               | 1–1   | 2–2           | 0–0              | 2–0            | 9–12   |  |
| 5. | Bob Bryan (USA) / Mike Bryan (USA)                | 0–2        | 0–3            | 4–3         | 1–1           |       | 0–5           | 1–0              | 0–0            | 6–14   |  |
| 6. | Pierre-Hugues Herbert (FRA) / Nicolas Mahut (FRA) | 0–0        | 1–2            | 1–2         | 2–2           | 5–0   |               | 2–1              | 1–0            | 12–7   |  |
| 7. | Ivan Dodig (CRO) / Marcel Granollers (ESP)        | 1–2        | 2–1            | 2–1         | 0–0           | 0–1   | 1–2           |                  | 0–2            | 6–9    |  |
| 8. | Ryan Harrison (USA) / Michael Venus (NZL)         | 1–0        | 1–1            | 0–0         | 0–2           | 0–0   | 0–1           | 2–0              |                | 4–4    |  |

## Přehled finále

### Mužská dvouhra
- Grigor Dimitrov vs.  David Goffin, 7–5, 4–6, 6–3

### Mužská čtyřhra
- Henri Kontinen /  John Peers vs.   Łukasz Kubot /  Marcelo Melo, 6–4, 6–2